# Grand Mortarieu
Grand Mortarieu – struga we Francji, przepływająca przez teren departamentu Tarn i Garonna. Ma długość 19,3 km. Stanowi lewy dopływ rzeki Aveyron.

## Geografia
Grand Mortarieu swoje źródła ma w gminie Montauban. Rzeka generalnie płynie w kierunku północno-zachodnim. Uchodzi do rzeki Aveyron w Villemade, będąc jej ostatnim lewym dopływem. 
Grand Mortarieu w całości płynie na terenie departamentu Tarn i Garonna, w tym na obszarze 3 gmin: Montauban (źródło), Lafrançaise, Villemade (ujście). 

## Dopływy
Grand Mortarieu ma opisane 4 dopływy. Są to:
| - Ruisseau des Caussades - Ruisseau de Martin | - Petit Mortarieu - Négosaoumos |